# Drosophila putrida
Drosophila putrida är en tvåvingeart som beskrevs av Alfred Sturtevant 1916. Drosophila putrida ingår i släktet Drosophila och familjen daggflugor.
Artens utbredningsområde täcker stora delar av kontinentala USA.